# كراسافينو
كراسافينو (بالروسية: Красавино) هي إحدى مدن روسيا في الكيان الفدرالي الروسي فولوغدا أوبلاست.

## أعلام
- فلاديمير بوليلختوف